# اوکا، کبک
اوکا (به فرانسوی: Oka) شهری در منطقه شهری دو-مونتاین ناحیه لورانتید در استان کبک کانادا است. در سرشماری سال ۲۰۱۱ این شهر ۴٬۷۱۴ نفر جمعیت داشته‌است و مساحت آن ۶۷٫۲۱ کیلومتر مربع است.